# Koiluoto
Koiluoto (ryska: Койлуото) är en ö i Finska viken som delas av gränsen mellan Ryssland och Finland (Vederlax kommun).
Den är cirka 200 meter lång och 110 meter bred. Den är ungefär lika stor som ön Märket som finns på den svensk-finska gränsen. En av dessa två öar anses vara den minsta ön som delas mellan två länder.[källa behövs]